# Гидролифт (грузоподъёмный механизм)
Гидролифт («hydro» — греч. «вода», «lift» — англ. «поднимать») — приспособление для подъёма грузов с применением гидроприводов.

## Применение

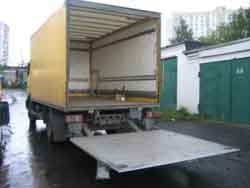

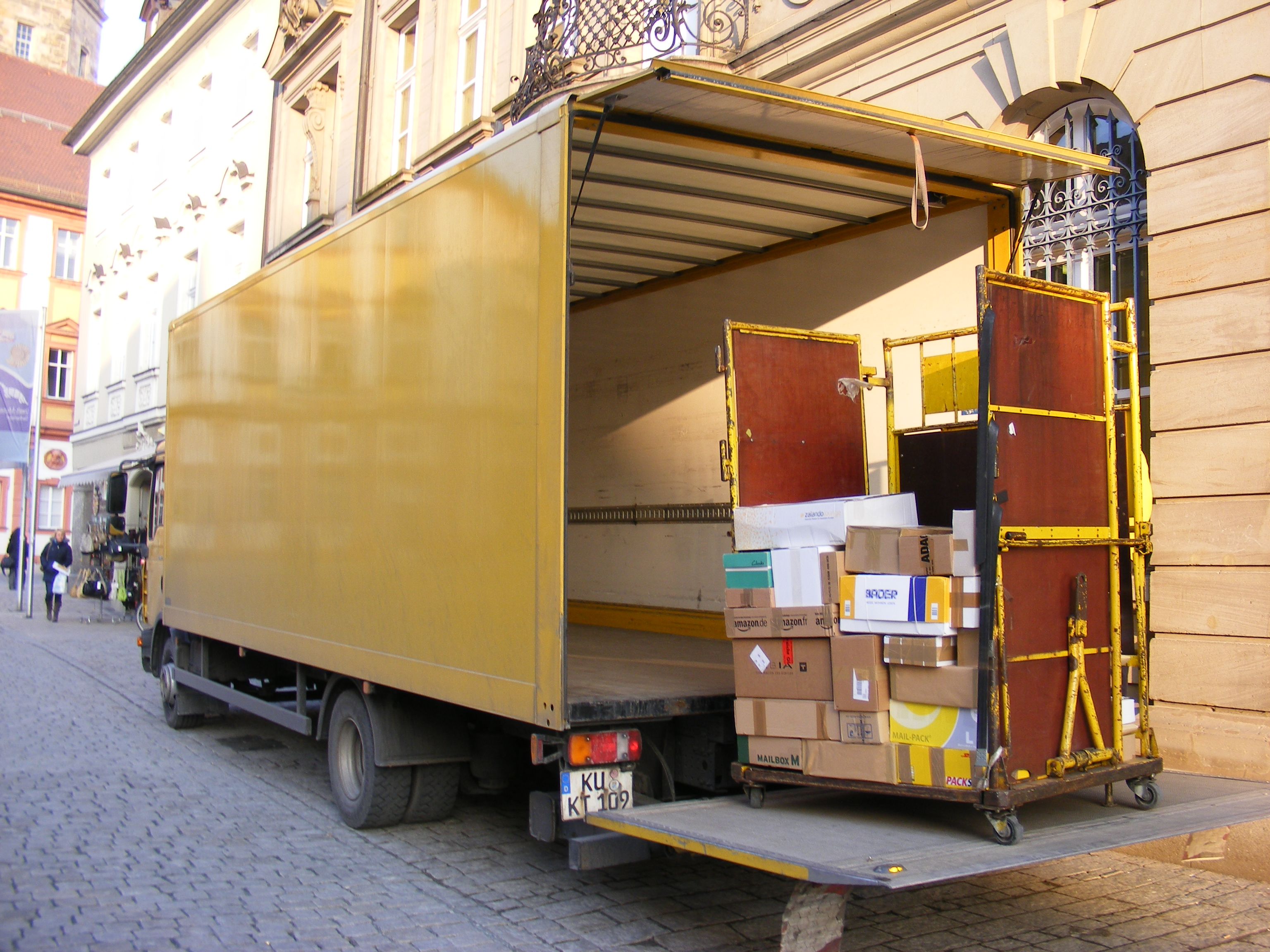

Одно из основных применений гидролифты находят в качестве специально устанавливаемых на грузовые автомобили устройств. Такой гидролифт может быть установлен, как дополнительное оборудование, или установлен в момент производства грузового отсека. В последнем случае гидролифт часто выполняет и функцию задней двери, полностью и плотно закрывая проём кузова.
Основными рабочими частями гидролифтов являются поддон и гидроприводы. Поддон — это плоская площадка, на которой транспортируются грузы. Обычно диапазон перемещения поддона небольшой, от уровня поверхности земли или пола до уровня днища кузова грузового автомобиля или немного выше.
Перемещение поддона осуществляется с помощью гидроцилиндров, которые крепятся одним концом к основанию поддона, а другим концом к кузову автомобиля.
Иногда гидролифт называют «гидроборт», что не отражает его назначения.